# Thief (ゲーム)
『Thief』（シーフ）はアイドス社が発売したPC用ゲームソフト、及びそのシリーズ。ジャンルはステルス系FPS。

## 概要
プレイヤーは盗賊となり、ステージの各所に配置された金品を盗み出す事を目的とする。それまで撃ち合いが主流だったFPSとしてはステルス要素を全面的に導入した初の作品と言われている（そのため本作のジャンルはFirst Person ShooterではなくFirst Person Sneakerとみなすのが適当とされている）。
屋敷に忍び込んで盗みを働くのみならず、トゥームレイダーのようにモンスターの徘徊する遺跡や洞窟などのダンジョンを探検して財宝を見つけ出すミッションもあり、マンネリ化を防ぐための配慮がなされている。また、ストーリー面においても中世ヨーロッパと産業革命期を融合させたような独特の世界観が構築されている。
シリーズ第1作Thief: The Dark ProjectはLooking Glass Studios社が開発元となり、1998年に発売。後に新ミッションを追加しゲームバランスを調整したThief GOLD、正式な続編として1999年にThief2: The Metal Ageが発売されるものの、2000年にLooking Glass Studiosが経営難から倒産の憂き目に遭い、シリーズ三作目は絶望視された。だが開発元をIon Storm社に移し、2004年にThief: The Deadly Shadowsが発売された。この作品では3人称視点が追加されており、何時でも視点変更が可能。また、Xboxでも発売されている（日本国内では未発売だが、リージョンフリーなので日本のXBOXでもプレイ可能）。
Eidos Montrealより最新作Thiefが発売。プラットフォームはPS4、PC、PS3、Xbox 360で、国内でもスクウェア・エニックスより発売された。

## 作品一覧
Thief: The Dark Project
1998年11月30日に発売したコンピュータゲームで本シリーズの第一作である。日本ではアイドスインタラクティブより日本語マニュアル付きのEIDOS AIR版が発売された。
Thief: Gold
The Dark Projectの拡張版。3つの新たなマップが追加されている。本編のMapのグラフィックなどにも若干の改良が加えられている。日本では2000年12月1日にメディアカイトより日本語マニュアル付き(ソフト自体は英語版)が発売された。
Thief:2 The Metal Age
2000年2月29日に発売したコンピュータゲームで『Thief: The Dark Project』の続編。日本では2000年5月26日にアイドスインタラクティブより日本語マニュアル付きのEIDOS AIR版が発売された。
Thief: The Deadly Shadows
2004年5月25日に発売したコンピュータゲーム。
Thief
2014年2月25日発売のコンピュータゲームで本シリーズのリブートである。

## あらすじ
主人公のギャレットは孤児として育ち、少年時代はスリやひったくりで飢えをしのぐ生活を送っていた。ある日、ギャレットは市場で奇妙な男を目にする。明らかに異様な風体をしているにもかかわらず、誰もその人物に注視していないのである。ギャレットはその男の財布をすりとろうとするが、あっさりと捕まってしまう。だが気配を消して行動していたその男の存在を見破ったことで逆に男から才能を買われ、彼が所属する秩序維持組織『キーパー』の一員となるための訓練を受けることになる。歳月が流れ、成長したギャレットは組織の規律に縛られる生き方を拒み、脱退。身につけた数々の技を利用して、勝手気ままな盗賊稼業を始めることにしたのであった。

## ゲームシステム
一作目、二作目の基本システムはほとんど同様である。視点は一人称のみで画面の中央下には主人公が現在どの程度、自分の気配を隠せているかを示す宝石（Visibility Gem）がある。それが明るければ自分の姿が遠いところにいる相手にも察知され、暗ければ暗いほどよほど近づかなければ相手は主人公に気付く事は無い。画面の左下には主人公の体力が表示されており難易度によって体力値が異なる。難易度が高いほど最大体力は低い。

## 基本武器
貴族の家、遺跡に侵入する以上、ギャレットは衛兵やアンデッド、クリーチャーと敵対する可能性がある。ギャレットはあくまで泥棒であり戦士ではないが彼らと遭遇してしまった時のために対抗するための武器も持っている。一部の武器を除き、武器を装備すると気配を隠しきる事は出来ず、多少なりとも目立ってしまう。ファンが作ったファンミッションなどでは、ファンが独自に作った武器などもあるがここではそれらを除いた、本編に出てくる武器のみを紹介する。
剣(sword)
敵と戦う時の基本となるであろう武器。力を溜めることにより普通に振ることよりも威力を上げる事ができる。また不意打ちの際にはダメージが大きく跳ね上がる。また、木製の扉を破壊可能。基本的に装備すれば目立つ物だが、一作目のみ装備しても目立つ事の無い剣が途中で手に入る。
棍棒(Blackjack)
金属製で無造作に作られた棍棒。正面から殴りあうための物ではなく自分の姿を見つけられていない相手に対し使うのが一般的な使用方法。自分の姿を見つけられていない相手に当たった場合、相手は一撃で気絶する。また、装備しても全く目立たない。
ブロードヘッドアロー(Broadhead Arrow)
普通の矢、これも不意打ちに成功すればダメージが跳ね上がる。
ウォーターアロー(Water Arrow)
火や血痕を消すための物。また、聖水を浸す事によりアンデッドに対する強力な武器にもなり、二作目では一部の敵の有る部分を狙い打つ事によりその敵を無力化することが出来る。
ファイアーアロー(Fire Arrow)
着弾点で爆発を起こす矢。その威力は高いが装備した場合、他の武器とは比肩出来ないほどに目立つ。不意打ちでも威力は変わらない。普通の矢と異なり直線に近い軌道で飛ぶ。
モスアロー(Moss Arrow)
着弾点から苔を撒き散らす矢。苔が飛び散っている辺りでは足音がしない。三作目では一時的に敵の口を塞ぎ、行動不能にさせる効果が追加された。
ガスアロー(Gas Arrow)
当たった場所から催眠ガスを撒き散らす矢で相手が此方に気付いていても問答無用で気絶させる。二作目ではマスクを着け、この矢を無効化する敵も追加された。
ロープアロー(Rope Arrow)
木製の部分のみに突き刺さり、突き刺さった箇所からロープを垂らす。高所に上るための物だが二作目からは攻撃としても使用可能。二作目の途中からは金網にも使用可能なヴァインアロー(Vine Arrow)が使用可能。
ノイズメーカーアロー(Noisemaker Arrow)
雑音を撒き散らし、敵の注意を引き付ける矢。しかしその矢を発見されたら侵入者が居ると敵に確信を持たれてしまう。一作目では全くと言って良いほど効果が無かったが二作目では改善されている。
ダガー(Dagger)
三作目に登場した剣の代わりとなる戦闘用の基本武器。棍棒同様、気付いていない相手を一撃で排除できるが、棍棒と違い相手は大きな断末魔を上げ死亡する上、血痕が残ってしまう。アンデッド、ツリービーストなど棍棒が通じない一部のクリーチャーに対して使うのが基本。

## 道具
ヒーリングポーション（Healing Potion）
体力を回復させるポーション（薬）。一作目、二作目では徐々に体力が回復していくが三作目では即座に一括で回復するものとなっている。
スピードポーション（Speed Potion）
使用してからしばらくの間、ギャレットの動きを速める薬。この薬を使用している際にジャンプで体当たりすると障害物にダメージを与えることができる。
ホーリーウォーター（Holy Water）
アンデッドに対して強力な効果を発揮する道具。一作目、二作目ではウォーターアローの水を聖水に変える物であったが三作目ではアンデッドに直接ぶつける道具に変更された。
フラッシュボム（Flash Bomb）
閃光弾。光で敵の目を眩ませることができ、その間は敵はしばらくその場で動かなくなる。また眩んでいる間はギャレットに気付いていてもブラックジャックで気絶させることが可能。
この閃光はギャレット自身にも作用する。一作目ではプレイヤーに対しての影響が少ないレベルであったが二作目からは強化されている。目を使わない一部の敵に対してはこの道具は何の意味も持たない。また僅かながらアンデッドに対してダメージを与えることができる。
地雷(Explosive Mine)
トラップのように地面に説置することができ、近付いた者を爆破する（ギャレット自身も例外ではない）。設置の際、音を立てやすいが敵はこれらを認識する能力は無く、明るい場所に設置しても問題は無い。
ガス地雷（Gas Mine）
近づいた者に爆風ではなく催眠ガスを放出するタイプの地雷。無論、こちらも敵に認識されることは無いが一部のマスクをかぶっている敵には通用しない。
フラッシュマイン(Flash mine)
近づいた者に強力な閃光を与え、閃光弾と同様の効果を与える道具。こちらも目を使わない敵には無意味である。
オイルフラスコ(Oil Flask)
三作目に登場。油入りのフラスコで、地面に撒いておくと、踏んだ敵を滑らせて転倒させ、ダメージを与える。高所や長い階段など仕掛けておく場所によっては気絶や転落死させる事も可能。ただしゲーム後半に登場するゴーレムなど一部の敵には通用しない。油は一定時間残り、ファイアアローを放つことで炎上させる事も出来る。
クライミンググローブ(Climbing Groves )
三作目に登場。壁をよじ登ることができるグローブ。入手必須のアイテムであり、ゲームをある程度進めると、シティ内のとある店で購入できる。
ロックピック
鍵のついた扉や宝箱を開けるために使用する道具。このゲームにおいては扉や宝箱に対応した鍵が存在しないことが多々あり、破壊できない金属製の扉も多いので非常に重要な道具の一つ。

## 登場人物
ギャレット(Garrett)（日本語版CV：中村悠一）
主人公である。keeperの助手となり、その後プロの泥棒になったストリートの少年。泥棒の技術は比類ないが彼はあくまで泥棒であり戦士ではないので真正面からの戦闘は得意ではない。
カティー（Cutty)
ギャレットの盗品買取人。法に触れ、ハマライトの怒りを買っている点に関しては同じくらい悪評高いが彼は役に立つ情報源であり、自分の所に盗品を持ち込む者に対しては公平。前半には、捕られた彼を救い出すというミッションも存在する。
コンスタンティン（Constantine)
貴重な骨董品のコレクターであるコンスタンティンは、欲しい物を手に入れるためなら如何なる方法も厭わない。コンスタンティンとビクトリアは、ギャレットにある物を盗むことを依頼する。
ビクトリア（Victoria)
コンスタンティンの仲買人。
キーパー(Keeper)
ギャレットをキーパーの組織に採用しさまざまな技術を習得させた。しかしその真の目的が不明で、彼ら自身がそうであるように、その組織体系も謎に包まれた影の組織。cityのバランスを崩さないようにするのが基本的な方針だが直接的な干渉をすることは基本的にない。
ビルダー
秩序、並びに技術文明の神であり、ハマライト、メカニストの信仰対象である。
ハマライト修道会(Hammerite)
自薦による、秩序と真実の守護者である。犯罪の要素が関わってくる場合は、事実上警察、判事、陪審、死刑執行人も兼ねる。自分たちの力で、無秩序な力を封じ込めようとしているのだ。このためハマライトは、驚異的な科学技術を多く生み出している。彼らは、仲間内ではビルダー（Builder)として知られる存在を崇拝している。秩序を重んじるハマライトは泥棒であるギャレットとは敵対関係である。また、二作目ではその司法的な影響力はかなり衰退しておりその役目の殆どはcitywatchという警察組織のようなものに移っている。メカニストとは違い植物を全て排除しようとまではしていない。三作目ではサブミッションをこなすことで同盟を組むことができ、信頼度を上げることで街中で出会っても攻撃されなくなったり、彼等のテリトリー内を自由に行動できるようにすることも可能になる。
トリックスター(Trickster)
ビルダーが秩序と技術の神であるのに対しトリックスターは自然と混沌の神である。古くからハマライト修道会と敵対するトリックスターは、ハマライトたちから邪悪で混沌とした、生来堕落している存在として描写されている。実際、トリックスターは、多くの人たちがハマライトの宗教を広めるたに創作した単なる神話だと思っている。
ペイガン(Pagan)
自然と混沌の神であるトリックスターを信仰する集団。二作目において登場し、二作目ではメカニスト、並びにメカニストと共謀している市長官トゥルアート等によって迫害されている。基本的に人目に付かない町から離れた森などに住む。三作目では迫害が消え、町にも住居を持ち始め、その姿を普通に現わすがハマライト関係者と遭遇した場合は場所を問わず争い始める。ハマライト同様、ギャレットを敵視しているが、サブミッションをこなすことで同盟を結ぶことが可能。
ラミレズ(Ramirez)
表面上、ラミレズは評判のよいビジネスマンだが、実は大規模な密売組織を経営している。カティーの最大のライバルで、実はギャレットの死を望んでいるとの噂もある。
シティーウォッチ(citywatch)
衰退しているハマライトに代わって司法的な立場を持つ組織で警察のようなものである。
メカニスト
ハマライト修道会と同じく技術と文明の神ビルダーを信仰している、ハマライト修道会から生まれた一種の分派。しかしその実態はビルダーと言うよりも教祖であるカラス個人を信仰しているといった面の方が強い。シンボルはハンマーから歯車に変わっており、彼らの持つメイスの先端も歯車が合わさった形をしている。彼らの持つ技術はハマライトよりも進んでおりセンサー式の警備システム、火力で動くロボットなど様々。同時に彼らの工場は公害をもたらしているようで工場近辺の住民からは非難の声が上がっている。citywatchには様々な面で協力している。また、ハマライト修道会との関係は劣悪。ありとあらゆる植物の存在を良しとしておらず建築材としても容認しない。
カラス(Karass)
メカニストの教祖。非常に狂信的で植物の存在を一切認めず、それの根絶も目的の一部。本気で新世界を作ろうとしているような節が見られる。表向きには貴族とも仲が良いように演じているが実際は彼らを嫌悪し、自身の発明品を使った抹殺を計画している。元はハマライト修道会に所属しており、彼らの聖書を自分で書き直して新約聖書としている。